# Dulwich College

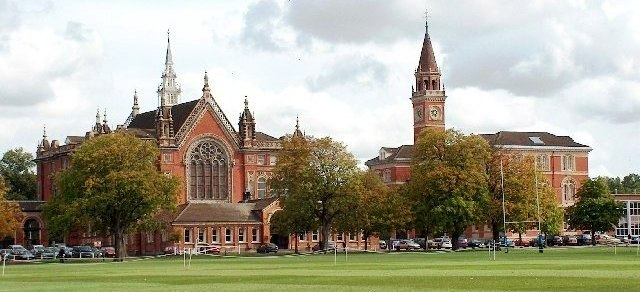
Dulwich College, 2005

Das Dulwich College ist eine unabhängige Schule für Jungen im englischen Dulwich, in London. Das College wurde 1619 von dem Schauspieler Edward Alleyn gegründet und beherbergt heute über 1.500 Schüler im Alter von zwei bis 18 Jahren. 
Berühmte Schüler des Dulwich College waren unter anderem der Polarforscher Ernest Shackleton, die Schriftsteller P. G. Wodehouse und Raymond Chandler sowie der Ingenieur Tony Sale, der Bankier Edward George und der Politiker und maßgebliche Brexit-Befürworter Nigel Farage.